# Jack Conte
Jack Conte (prononciation : / k ɒ n t i /), né le 12 juillet 1984, est un musicien américain, chanteur-compositeur-interprète, disc-jockey, entrepreneur et cinéaste. Il est une moitié du duo Pomplamoose, avec Nataly Dawn, son épouse, ainsi que PDG et cofondateur de l'entreprise de financement participatif Patreon.
Jack Conte a enregistré deux EP - Sleep in Colour et Nightmares et Daydreams - et les a faits paraître en même temps que la compilation VideoSongs Volume I sur le iTunes Store. La société Electro-Harmonix a relaté l'usage que fait Jack Conte de leurs produit, notamment en republiant ses vidéos de démo,,.

## Carrière
La première apparition notable de Jack Conte dans les médias grand public date de son doublage vocal de l'« adolescent »du célèbre jeu vidéo The Sims 2.
Il a attiré l'attention du public lorsque sa vidéo Yeah Yeah Yeah s'est retrouvée en exergue sur la page d'accueil de YouTube. La vidéo, conçue en animation stop motion, a récolté plus d'un million de vues en novembre 2017. L'essentiel de sa nouvelle musique paraît ensuite sous forme de singles publiés sur YouTube. Celles-ci prennent principalement la forme de « VideoSongs », un média qu'il définit à travers deux règles: 
| “ | 1. Ce que tu vois est ce que tu entends. (Pas de synchronisation labiale pour les instruments ou la voix) 2. Si vous l'entendez, vous le voyez à un moment donné. (Pas de sons cachés) | ” |

Jack Conte a également formé le groupe Pomplamoose avec Nataly Dawn au cours de l'année 2008. Le groupe apparaît principalement en ligne, il n'effectue qu'une poignée de concerts. Néanmoins, leur collaboration a suscité un soutien considérable de la part des fans. Propulsée par la mise en avant de leur vidéo « Hail Mary » sur la page principale de YouTube, la chaîne de Pomplamoose comptait alors plus de 445 000 abonnés en mars 2015. Parallèlement, le duo produit le troisième album studio publié par Julia Nunes en 2010.
Le 7 mai 2013, Jack Conte annonce le lancement de Patreon, une entreprise de financement participatif, projet cofondé par Samuel Yam. Le démarrage est « comme un coup de pouce pour les personnes qui publient des choses de manière régulière »,.
Jack Conte joue également des claviers et parfois de la basse dans le groupe de funk Scary Pockets, dont il est un des piliers, aux côtés de Ryan Lerman. Il apparaît quasiment dans toutes leurs interprétations de reprises.

## Accueil
Une grande partie du travail de Jack Conte a suscité des critiques positives, citant des paroles évocatrices dans Sleep in Colour création de ses chansons vidéos et sa ténacité à créer son propre créneau sur le marché de la musique sur Internet. Le magazine Amplifier a toutefois critiqué la musique de Conte : « Des allusions à Conor Oberst, Radiohead, Patrick Watson, du punk rock contemporain (screamo), de la power pop radio et d'incalculables autres auteurs-compositeurs-interprètes sont abondamment empruntés, ce qui donne méli-mélo raccourci d'électro rock.

## Vie privée
Jack Conte et sa partenaire et collaboratrice Nataly Dawn se sont fiancés en janvier 2016. Ils se sont mariés en mai 2016 .

## Discographie

### Albums
- VideoSongs Volume 1

- - Date de parution: 29 août 2008
  - Label: ShadowTree Music
  - Format: Téléchargement numérique

1. Push
2. Eat
3. These Days
4. The Giant
5. Lonely Ghost
6. Flavors
7. Passenger Seat (featuring Louis Cole)
8. Yeah Yeah Yeah
9. Hail Mary
10. Be Still

- VideoSongs Volume 2

- - Date de sortie: 15 août 2008
  - Label: ShadowTree Music
  - Format: Téléchargement numérique

1. We Grew Up So Well
2. Kitchen Fork
3. This Disaster
4. Ten Thousand Feet Per Second
5. Out of Nowhere
6. Trains and Window Collection
7. Impression
8. On Planets
9. Gulf
10. I Know

- VS4

- - Date de sortie: le 23 mars 2011
  - Label: ShadowTree Music
  - Format: CD, téléchargement numérique

1. Make the Grade
2. Time of Your Life
3. Sinking Feeling
4. The Time Has Come
5. Off With His Head
6. Long Long Time Ago
7. Mercenary
8. Away
9. Only Dreaming
10. Get It Out
11. I Would Be Happy
12. I Wonder Where the Moments Go
13. Mister Money Bags
14. Push It
15. Reprise

### Extended plays
- Nightmares and Daydreams

- - Date de publication: le 21 mai 2007
  - Label: ShadowTree Music
  - Format: Téléchargement numérique

1. Starlight
2. Tick Tock
3. Yeah Yeah Yeah
4. Unfrozen

- VideoSongs Volume 3

- - Date de publication 13 juillet 2008
  - Musique ShadowTree
  - Format: Téléchargement numérique

1. The Way It Was Before
2. Freaks and Clowns
3. Bloody Nose
4. Get Happy

- Sleep in Color

- - Date de publication: le 25 septembre 2008
  - Label: ShadowTree Music
  - Format: CD, téléchargement numérique

1. Hollywood Endings
2. Like a Match
3. The Greatest Hoax
4. Now That's Sacred
5. Carrousel Waltz

- Conte

- - Date de sortie: 2013
  - Label: ShadowTree Music
  - Format: Téléchargement numérique

1. I Know Better
2. The World Is Easy
3. Pedals
4. Real DJ (V1)

### Vidéos musicales
- "Yeah Yeah Yeah"